# Nabil Slassi
Nabil Slassi (19. rujna 1995.) je marokanski rukometaš. Nastupa za francuski klub Caen Handball i marokansku reprezentaciju.
Natjecao se na Svjetskom prvenstvu u Egiptu 2021., gdje je reprezentacija Maroka završila na 29. mjestu.